# Werknemersverzekering
Werknemersverzekeringen zijn in Nederland verplichte, publiekrechtelijke verzekeringen voor werknemers en met hen gelijkgestelden. De verzekeringen voorzien in een uitkering in geval van onvrijwillige werkloosheid en arbeidsongeschiktheid. De verzekeringen zijn per wet geregeld. Ze zijn over het algemeen verplicht voor werknemers, hetgeen wil zeggen dat werknemers van rechtswege verzekerd zijn, zelfs al zouden zij dat zelf niet willen.
De werknemersverzekeringen zijn een van de twee categorieën van Nederlandse publiekrechtelijke verzekeringen (ook wel met de term sociale verzekeringen aangeduid). De andere categorie wordt aangeduid met de term volksverzekeringen.

## De Nederlandse werknemersverzekeringen
In het Europese deel van Nederland bestaan de volgende werknemersverzekeringen:
- Werkloosheidswet (WW) - de WW voorziet in een inkomensvoorziening in geval van onvrijwillige werkloosheid;
- Ziektewet (ZW) - de ZW voorziet in een inkomensvoorziening in geval van arbeidsongeschiktheid door ziekte. Het bereik van de ZW is aanzienlijk verminderd door de loondoorbetalingsverplichting voor de werkgever bij ziekte.
- Wet werk en inkomen naar arbeidsvermogen (WIA) (WGA en IVA) - de WIA voorziet in een inkomensvoorziening in geval van langdurige arbeidsongeschiktheid; en
- Wet op de arbeidsongeschiktheidsverzekering (WAO) - de WAO is de voorganger van de WIA en blijft van toepassing op werknemers die ten tijde van de invoering van de WIA een uitkering uit hoofde van de WAO ontvingen.

Op de BES-eilanden bestaan de volgende werknemersverzekeringen:
- Cessantiawet BES - De Cessantiawet voorziet in een eenmalige uitkering in geval van onvrijwillige werkloosheid;
- Wet ziekteverzekering BES (ZV) - De ZV voorziet in een inkomensvoorziening in geval van arbeidsongeschiktheid door ziekte;
- Wet ongevallenverzekering BES (OV) - De OV voorziet in een inkomensvoorziening in geval van langdurige arbeidsongeschiktheid ten gevolge van een arbeidsongeval of een ziekte in korte tijd ontstaan die waarschijnlijk het gevolg is van het werk.

## Verzekerden
Wie verzekerd is kan mogelijk per wet verschillen, zie bijvoorbeeld verzekerden voor de Werkloosheidswet. Er zijn Beleidsregels UWV en BD voor de beoordeling en vaststelling van een dienstbetrekking..
De term "niet-verzekeringsplichtige arbeid" refereert aan werknemersverzekeringen. Soms wordt de term in engere zin gebruikt, in de zin dat ondernemers (in een of andere zin van het woord) er ook niet onder vallen. Ter onderscheiding wordt dit ook wel aangeduid als "overige niet-verzekeringsplichtige arbeid".

## Grondslag
De grondslag voor de premies en uitkeringen, ook wel SV-loon genoemd (SV = sociale verzekeringen), is het loon volgens het uniforme loonbegrip.
Er geldt een maximumpremieloon van ongeveer € 49.000 per jaar. Ook de uitkeringen zijn gebaseerd op maximaal dit loon.

## Rechten
Meestal heeft men tijdelijk recht op een inkomen als aan de voorwaarden voldaan wordt. De hoogte van dit inkomen is afhankelijk van allerlei zaken zoals de hoogte en de duur van het inkomen tijdens de premiebetaling etc.

## Premies
De werknemersverzekeringen worden gefinancierd door premies. De premies zijn verschuldigd door de werkgever, en worden sinds 2009 niet meer gedeeltelijk op het loon van de werknemer ingehouden.
Er gelden franchises en maxima per loontijdvak. Daarbij wordt het systeem van voortschrijdend cumulatief rekenen (VCR) volgens de grondslagaanwasmethode toegepast. Dit geldt zowel voor de berekening van de premies werknemersverzekeringen als voor de berekening van de bijdrage Zvw.
De grondslagaanwasmethode houdt in dat voor iedere aangifte de premies werknemersverzekeringen /
de inkomensafhankelijke bijdrage Zvw worden berekend over de aanwas van de premie-
/bijdragegrondslag. De aanwas is het verschil tussen de cumulatieve premie-/bijdragegrondslag van het begin van het kalenderjaar tot en met het laatste loontijdvak en de cumulatieve premie-/bijdragegrondslag tot het laatste loontijdvak.

## Brutering
Indien een uitkering wordt teruggevorderd in een ander jaar dan waarin deze is betaald, moet de cliënt de bruto-uitkering terugbetalen en bij de fiscus het verschil terugvorderen tussen dit brutobedrag en hetgeen hij destijds netto heeft ontvangen. In 2011 heeft de regering het voornemen aangekondigd dat hiermee in het kader van de Invulling hoofdlijnen taakstelling SZW-domein 2012-2015 voor de werknemersverzekeringen wordt gestopt, hetgeen voor zowel cliënt als de uitvoering een vereenvoudiging betekent.

## Meningen
De regelingen rondom werknemersverzekeringen zijn politieke kwesties. Sommige politieke partijen willen de omvang van de werknemersverzekeringen beperken, zodat werkgevers en werknemers minder premie hoeven te betalen. Deze partijen verwachten dat dat gunstig is voor de economie en de koopkracht. Andere partijen zijn tegen inperking van de werknemersverzekeringen, vooral omdat dat ten koste kan gaan van economisch zwakkere partijen (werklozen, arbeidsongeschikten).

## Overheidspersoneel
De Wet overheidspersoneel onder de werknemersverzekeringen (OOW) van 1997 regelde de fasegewijze invoering van de werknemersverzekeringen voor overheidspersoneel. Zie ook bovenwettelijke uitkeringen voor ambtenaren.